# پارک مجازات (فیلم)
پارک مجازات (به انگلیسی: Punishment Park) فیلمی شبه مستند به نویسندگی و کارگردانی پیتر واتکینز و محصول ۱۹۷۱ آمریکا است. این فیلم نقدی بر احکام قضایی دادگاه‌های آمریکا علیه معترضان جنگ ویتنام در دهه ۱۹۷۰ دارد.